# Primetime-Emmy-Verleihung 1963
Die 15. Emmy-Verleihung fand am 26. Mai 1963 im Hollywood Palladium in Los Angeles, Kalifornien, USA statt. Die Zeremonie wurde von Annette Funicello und Don Knotts moderiert.

## Nominierungen und Gewinner

### Programmpreise
| Kategorie | Preisträger                           | Programm                                    | Nominierungen |
| --- | ------------------------------------- | ------------------------------------------- | --- |
| Program Of The Year (Programm des Jahres)                                                                                          |                                       | The Tunnel, NBC                             | Alcoa Premiere (Episode 2.4: The Voice Of Charlie Pont), ABC The Danny Kaye Show with Lucille Ball, NBC Preston & Preston (Episode 2.6-2.7: Madman), CBS                                                                                                   |
| Outstanding Program Achievement In The Field Of Drama (Beste Dramaserie)                                                           |                                       | Preston & Preston, CBS                      | Alcoa Premiere, ABC Heute Abend Dick Powell, NBC The Eleventh Hour, NBC Gnadenlose Stadt, ABC |
| Outstanding Program Achievement In The Field of Variety (Beste Unterhaltungssendung)                                               |                                       | The Andy Williams Show, NBC                 | An Evening with Carol Burnett, CBS The Garry Moore Show, CBS Here's Edie, ABC The Red Skelton Show, CBS |
| Outstanding Program Achievement in the Field of Panel, Quiz or Audience Participation (Beste Bildrate-, Quiz- oder Mitmachsendung) |                                       | The General Electric College Bowl, CBS      | Password, CBS To Tell The Truth, CBS |
| Outstanding Achievement In The Field Of Music (Beste Musiksendung)                                                                 |                                       | Julie and Carol at Carnegie Hall, CBS       | The Bell Telephone Hour, NBC Judy and Her Guests, Phil Silvers and Robert Goulet, CBS The Lively Ones, NBC NBC Television Opera Theatre, NBC |
| Outstanding Program Achievement In The Field Of Humor (Beste Comedyserie)                                                          |                                       | The Dick Van Dyke Show, CBS                 | The Beverly Hillbillies, CBS The Danny Kaye Show with Lucille Ball, NBC McHale's Navy, ABC |
| Outstanding Program Achievement In The Field Of News (Beste Nachrichtensendung)                                                    |                                       | Huntley-Brinkley Report, NBC                | CBS Evening News, CBS |
| Outstanding Program Achievement In The Field Of News Commentary Or Public Affairs (Beste Informationssendung)                      |                                       | David Brinkley’s Journal, NBC               | The 20th Century, CBS ABC Close-Up!, ABC CBS Reports, CBS Howard K. Smith, ABC |
| Outstanding Program Achievement In The Field Of Documentary Programs (Beste Dokumentation)                                         | Reuven Frank                          | The Tunnel, NBC                             | Frank De Felitta, Irving Gitlin für The DuPont Show of the Week (Episode: Emergency Ward), NBC Richard Hanser, Donald B. Hyatt für Project XX (Episode: He Is Risen), NBC Lou Hazam für The River Nile, NBC Lou Hazam für Shakespeare: Soul of an Age, NBC |
| Outstanding Achievement In International Reporting (Beste internationale Reportage)                                                | Piers Anderton (Berlin-Korrespondent) | The Tunnel, NBC                             | Marvin Kalb (Moskau-Korrespondent), CBS James Robinson (Südostasien-Korrespondent), NBC Helen Jean Rogers, John H. Secondari für ABC Close-Up! (Episode: The Vatican), ABC George Vicas für Germany: Fathers and Sons, NBC                                 |
| Outstanding Achievement In The Field Of Children’s Programming (Bestes Kinderprogramm)                                             |                                       | Walt Disney’s Wonderful World of Color, NBC | Captain Kangaroo, CBS Discovery, ABC The Shari Lewis Show, NBC Update, NBC Watch Mr. Wizard, NBC |

### Regiepreise
| Kategorie                                                                                                   | Preisträger                        | Programm                                         | Nominierungen |
| --- | ---------------------------------- | ------------------------------------------------ | --- |
| Outstanding Directorial Achievement In Drama (Beste Regie Drama)                                            | Stuart Rosenberg                   | Preston & Preston (Episode 2.6–2.7: Madman), CBS | Fielder Cook für The DuPont Show of the Week (Episode 2.4: Big Deal In Laredo), NBC Robert Ellis Miller für Alcoa Premiere (Episode 2.4: The Voice Of Charlie Pont), ABC Sydney Pollack für Ben Casey (Episode 2.15-2.16: A Cardinal Act Of Mercy), ABC George Schaefer für Hallmark Hall of Fame (Episode: Invincible Mr. Disraeli), NBC |
| Outstanding Directorial Achievement In Comedy (Beste Regie Comedy)                                          | John Rich                          | The Dick Van Dyke Show, CBS                      | Seymour Berns für The Red Skelton Show, CBS Frederick de Cordova für The Jack Benny Program, CBS Dave Geisel für The Garry Moore Show, CBS Richard Whorf für The Beverly Hillbillies, CBS |
| Outstanding Achievement In Art Direction And Scenic Design (Beste künstlerische Regie und Szenengestaltung) | Carroll Clark, Martin Aubrey Davis | Disneyland, NBC                                  | Warren Clymer für Hallmark Hall of Fame (Episode: Pygmalion), NBC George W. Davis, Merrill Pye für The Eleventh Hour, NBC A. Earl Hedrick, Hal Pereira für Bonanza, NBC Willard Levitas für Preston & Preston, CBS Jan Scott für The DuPont Show of the Week, NBC                                                                         |

### Drehbuchpreise
| Kategorie                                                         | Preisträger                | Programm                                         | Nominierungen |
| ----------------------------------------------------------------- | -------------------------- | ------------------------------------------------ | --- |
| Outstanding Writing Achievement In Drama (Bestes Dramadrehbuch)   | Reginald Rose, Robert Thom | Preston & Preston (Episode 2.6–2.7: Madman), CBS | Sidney Carroll für The DuPont Show of the Week (Episode 2.4: Big Deal In Laredo), NBC Norman Katkov für Ben Casey (Episode 2.15-2.16: A Cardinal Act Of Mercy), ABC James Lee für Hallmark Hall of Fame (Episode:Invincible Mr. Disraeli), NBC Halsted Welles für Alcoa Premiere (Episode 2.4: The Voice Of Charlie Pont), ABC                            |
| Outstanding Writing Achievement In Comedy (Bestes Comedydrehbuch) | Carl Reiner                | The Dick Van Dyke Show                           | George Balzer, Hal Goldman, Al Gordon, Sam Perrin für The Jack Benny Program, CBS Mort Greene, Bruce Howard, Rick Mittleman, Dave O’Brien, Arthur Phillips, Martin Ragaway, Lasrry Rhine, Ed Simmons, Red Skelton, Hugh Wedlock Jr. für The Red Skelton Show, CBS Paul Henning für The Beverly Hillbillies, CBS Nat Hiken für Wagen 54, bitte melden, NBC |

### Technik-/Musikpreise
| Kategorie                                                                                  | Preisträger            | Programm                                                     | Nominierungen |
| ------------------------------------------------------------------------------------------ | ---------------------- | ------------------------------------------------------------ | --- |
| Outstanding Achievement In Cinematography For Television (Beste TV-Kamera)                 | Jack Priestley         | Gnadenlose Stadt, ABC                                        | Guy Blanchard für Shakespeare: Soul of an Age & The River Nile, NBC George t. Clemens, Robert Pittack für Twilight Zone, CBS Robert B. Hauser für Combat!, ABC Joe Vadala für The DuPont Show of the Week, NBC |
| Outstanding Achievement In Electronic Camera Work (Beste elektronische Kamera)             |                        | Hallmark Hall of Fame (Episode:Invincible Mr. Disraeli), NBC | ABC's Wide World of Sports, ABC Here's Edie, ABC The Lively Ones, NBC |
| Outstanding Achievement In Film Editing For Television (Bester TV-Schnitt)                 | Sidney Katz            | Preston & Preston, CBS                                       | James Ballas, George Boemler, Al Clark, Michael Pozen, Aaron Stell für Ben Casey, ABC Richard Belding, Howard Epstein, Tony Martinelli, für Alcoa Premiere, ABC Hugh Chaloupka, Harry Coswick, Charles L. Freeman, Jack Gleason, Aaron Nibley für Gnadenlose Stadt, ABC David E. Roland für The DuPont Show of the Week, NBC |
| Outstanding Achievement In Original Music Composed For Television (Beste TV-Originalmusik) | Robert Russell Bennett | Project XX (Episode: He Is Risen), NBC                       | Eddy Manson für The River Nile, NBC Gian Carlo Menotti für NBC Television Opera Theatre (Episode: Labyrinth), NBC Joseph Mullendore für Heute Abend Dick Powell, NBC John Williams für Alcoa Premiere, ABC |

### Darstellerpreise
| Kategorie | Preisträger    | Programm                                                             | Nominierungen |
| --- | -------------- | -------------------------------------------------------------------- | --- |
| Outstanding Single Performance By An Actor (Lead or Support) (Bester Einzeldarsteller)                                  | Trevor Howard  | Hallmark Hall of Fame (Episode: Invincible Mr. Disraeli), NBC        | Bradford Dillman für Alcoa Premiere (Episode 2.4: The Voice Of Charlie Pont), ABC Don Gordon für Preston & Preston (Episode 2.6-2.7: Madman), CBS Walter Matthau für The DuPont Show of the Week (Episode 2.4: Big Deal In Laredo), NBC Joseph Schildkraut für Sam Benedict (Episode 1.8: Hear The Mellow Wedding Bells), NBC        |
| Outstanding Single Performance By An Actress (Lead or Support) (Beste Einzeldarstellerin)                               | Kim Stanley    | Ben Casey (Episode 2.15–2.16: A Cardinal Act Of Mercy), ABC          | Diahann Carroll für Gnadenlose Stadt (Episode 4.10: A Horse Has A Big Head - Let Him Worry!), ABC Diana Hyland für Alcoa Premiere (Episode 2.4: The Voice Of Charlie Pont), ABC Eleanor Parker für The Eleventh Hour (Episode 1.18: Why Am I Grown So Cold?), NBC Sylvia Sidney für Preston & Preston (Episode 2.6-2.7: Madman), CBS |
| Outstanding Performance By An Actor in a Series (Lead) (Bester Serienhauptdarsteller)                                   | E. G. Marshall | Preston & Preston, CBS                                               | Ernest Borgnine für McHale's Navy, ABC Paul Burke für Gnadenlose Stadt, ABC Vic Morrow für Combat!, ABC Dick Van Dyke für The Dick Van Dyke Show, CBS |
| Outstanding Performance By An Actress In A Series (Lead) (Beste Serienhauptdarstellerin)                                | Shirley Booth  | Hazel, NBC                                                           | Lucille Ball für Hoppla Lucy!, CBS Shirl Conway für The Nurses, CBS Mary Tyler Moore für The Dick Van Dyke Show, ABC Irene Ryan für The Beverly Hillbillies, CBS |
| Outstanding Performance In A Supporting Role By An Actor (Bester Seriennebendarsteller)                                 | Don Knotts     | Andy Griffith Show, CBS                                              | Tim Conway für McHale's Navy, ABC Paul Ford für Hallmark Hall of Fame (Episode: The Teahouse of the August Moon), NBC Hurd Hatfield für Hallmark Hall of Fame (Episode: Invincible Mr. Disraeli), NBC Robert Redford für Alcoa Premiere (Episode 2.4: The Voice Of Charlie Pont), ABC                                                |
| Outstanding Performance In A Supporting Role By An Actress (Bester Seriennebendarstellerin)                             | Glenda Farrell | Ben Casey (Episode 2.15–2.16: A Cardinal Act Of Mercy), ABC          | Davey Davison für The Eleventh Hour (Episode 1.6: Of Roses and Nightingales and Other Lovely Things), NBC Nancy Malone für Gnadenlose Stadt, ABC Rose Marie für The Dick Van Dyke Show, CBS Kate Reid für Hallmark Hall of Fame (Episode: Invincible Mr. Disraeli), NBC                                                              |
| Outstanding Performance In A Variety Or Musical Program Or Series (Bester Darsteller Unterhaltungs- oder Musikprogramm) | Carol Burnett  | Julie and Carol at Carnegie Hall, An Evening with Carol Burnett, CBS | Edie Adams für Here's Edie, ABC Danny Kaye für The Danny Kaye Show with Lucille Ball, NBC Andy Williams für The Andy Williams Show, NBC |